# Departamento de N'guigmi
N'Guigmi es un departamento situado en la región de Diffa, de Níger. En diciembre de 2012 presentaba una población censada de 73 374 habitantes. Su chef-lieu es N'Guigmi.
Se ubica en el centro-este de la región, en la frontera con Chad.

## Subdivisiones
Está formado por dos comunas, que se muestran asimismo con población de diciembre de 2012:
Comunas urbanas
- N'Guigmi (47 198 habitantes)

Comunas rurales
- Kablewa (26 176 habitantes)

Hasta la reforma territorial de 2011, se incluía también en este departamento la comuna rural de N'Gourti, que actualmente forma por sí misma un departamento.